# Avec ou sans hommes
Pour plus de détails, voir Fiche technique et Distribution.
Avec ou sans hommes ou Pas besoin des hommes au Québec (Boys on the Side) est un film américain réalisé par Herbert Ross, sorti en 1995.

## Synopsis
Jane, chanteuse noire excentrique en perpétuelles années de vaches maigres et Robin, agent immobilier sophistiquée et maladive, se sont rencontrées par une petite annonce à New York pour faire la route ensemble jusqu'à San Diego et partager les frais. De passage à Pittsburgh, elles assistent à une violente scène de ménage entre Holly, une amie de Jane, et Nick, son brutal compagnon. Holly s'enfuit avec les deux femmes à l'issue de la dispute, ignorant que Nick succombera à ses blessures, à la suite d'une mauvaise chute. Les trois femmes deviennent alors complices malgré des personnalités qui semblaient incompatibles.

## Fiche technique
- Titre : Avec ou sans hommes
- Titre québécois : Pas besoin des hommes
- Titre original : Boys on the Side
- Réalisation : Herbert Ross
- Scénario : Don Roos
- Production : Herbert Ross, Don Roos, Patricia Karlan, Russ Kavanaugh, Patrick McCormick, Arnon Milchan et Steven Reuther
- Musique : David Newman
- Photographie : Donald E. Thorin
- Montage : Michael R. Miller
- Décors : Ken Adam et Rick Simpson
- Costumes : Gloria Gresham
- Pays de production :  États-Unis et  France[2]
- Sociétés de production : Alcor Films, Canal+, Hera Productions, New Regency Pictures, Regency Enterprises
- Sociétés de distribution : Warner Bros. (États-Unis et France)
- Format : Couleurs
- Genre : Comédie dramatique
- Durée : 115 minutes
- Dates de sortie :
  - États-Unis : 3 février 1995
  - France : 31 mai 1995
- Classifications :
  - États-Unis : R (Restricted)
  - France : tous publics[3]

## Distribution
- Whoopi Goldberg (VF : Maik Darah ; VQ : Anne Caron) : Jane Deluca
- Mary-Louise Parker (VF : Micky Sebastian ; VQ : Marie-Andrée Corneille) : Robin
- Drew Barrymore (VF : Coraly Zahonero ; VQ : Aline Pinsonneault) : Holly Pulchik-Lincoln
- Matthew McConaughey (VF : Serge Faliu ; VQ : Alain Zouvi) : Abe Lincoln, l'officier de police de Tucson
- James Remar (VF : Jean-Yves Chatelais) : Alex
- Billy Wirth (VQ : Gilbert Lachance) : Nick
- Anita Gillette : Elaine, la mère de Robin
- Dennis Boutsikaris : Massarelli, l'avocat de l'accusation
- Estelle Parsons : Louise, la psychiatre
- Amy Aquino : Anna
- Stan Egi : Henry
- Stephen Gevedon : Johnny Figgis
- Amy Ray : Indigo Girl
- Emily Saliers : Indigo Girl
- Jude Ciccolella : Jerry
- Gedde Watanabe : Steve
- Jon Seda : Pete

## Bande originale
La bande originale du film est entièrement composée de morceaux interprétés par des femmes. Notamment Melissa Etheridge, icône lesbienne (I Take You With Me) ou encore Indigo Girls (Power of Two). On trouve aussi les titres d'Annie Lennox (Why), The Cranberries (Dreams) et des inédits de Sheryl Crow, Sarah McLachlan, Stevie Nicks et The Pretenders… La chanson single est You Got It, une reprise rock de Roy Orbison assurée par Bonnie Raitt.

## Sortie et accueil

### Réception critique
Le film obtient des critiques positifs à sa sortie, obtenant un taux d'approbation de 73% sur le site Rotten Tomatoes, sur la base de 113 commentaires collectés et une moyenne de 6,5⁄10. Le site Metacritic, ayant collecté 18 avis, lui attribue un score de 60⁄100 et la mention « avis mitigés ».
- Avec ou sans hommes est l'histoire d'une belle rencontre. D'amitiés fortes ; entre Jane, chanteuse has been, noire, et homo, Holly, lolita légère et enceinte, et Robin, atteinte du Sida et hantée par ses souvenirs. Un voyage à travers les États-Unis, quelques valises posées au détour du Texas, feront de cette aventure improvisée, un moment fort de vie. Perpétuellement mis en haleine durant 1 h 40 min, appuyé par une excellente bande originale (Cranberries, Carpenters, Rait…), Avec ou sans hommes, fait quelquefois penser à Thelma et Louise. C'est un film lumineux et fort[6].
- A perfect entertainment. Fresh, lively and funny. (Un divertissement parfait. Frais, vivant et drôle)[7].

### Box-office
Le film ne rencontre qu'un succès commercial assez modéré, rapportant que 47 440 188 $ de recettes mondiales, dont 23 440 188 $ aux États-Unis, où il est parvenu à débuter à la seconde place du box-office le week-end de sa sortie,. En France, malgré une faible distribution en salles n'excédant pas les 95 salles durant toute son exploitation, le long-métrage parvient près de 478 000 entrées, où il est resté quatre semaines dans le top 10 hebdomadaire.

### Exploitation ultérieure
En France, le film est sorti en VHS, mais n'a jamais été publié sur support DVD et Blu-ray.